# كيت جاكسون
لوسي كيت جاكسون (بالإنجليزية: Kate Jackson)‏ هي ممثلة ومخرجة ومنتجة أمريكية. اشتهرت بأدوارها التلفزيونية، من أشهرها سابرينا دنكان ضمن مسلسل ملائكة تشارلي (1976-1979)، وأماندا كينغ في مسلسل الفزاعة والسيدة كينغ (1983-1987). وتشمل أدوارها فيلم ممارسة الحب (1982) والفتى العاشق (1989). رشحتر ثلاث مرات لجائزة إيمي وأربع مرات جائزة غولدن غلوب.
بدأ كيت جاكسون حياتها المهنية في أواخر الستينات في عروض المسرح الصيفي، أما أول أدوارها التلفزيونية الرئيسية كان في مسلسل الظلال الداكنة (1970-1971) والمجندون (1972-1976). كما ظهرت في فيلم ليله من الظلال الداكنة (1971). أما أشهر وأنجاح أدوارها كان «سابرينا دنكان» الذي جعلها تظهر على غلاف مجلة التايم جنباً إلى جنب مع النجوم المشاركين فرح فاوست وجاكلين سميث، في حين أن دورها «السيدة الملك» فاز بجائزة أوتو برافو الذهبية في ألمانيا لأفضل فنانة تلفزيونية ثلاثة مرات متتالية بين أعوام (1986-1988). ثم ظهرت في الأفلام التلفزيونية القصيرة مثل فيلم بيبي بوم (1988-1989). ثم واصلت الظهور في العديد من الأفلام التلفزيونية، منها القاتل الصامت (1992)، المهد الخالي (1993) ومدرسة الشيطان للبنات (2000).

## بداياتها وحياتها الخاصة
ولدت كيت جاكسون في برمنغهام (ألاباما)، في 29 أكتوبر 1948)، أكملت دراستها في «مدرسة بروك هيل للبنات» حيث كانت تقيم في ماونتن بروك وبعد ذلك أكملت دراستها في جامعة ميسيسيبي، بعدها انتقلت إلى مدينة نيويورك لدراسة التمثيل في الأكاديمية الأميركية للفنون المسرحية.
ثم عملت جاكسون مع هيئة الإذاعة الوطنية في شبكة استوديوهات مركز روكفلر وشاركت في عروض المسرح الصيفي في مسرح ستو في مدينة ستو بولاية فيرمونت.
في عام 1978، تزوجت كيت جاكسون زميلها الممثل والمنتج أندرو ستيفنز، نجل الممثلة ستيلا ستيفنز، لكنهما انفصلا عام 1982. وتزوجت ديفيد غرينوالد في نيويورك عام 1982، ولكنهما انفصلا بعد ذلك بعامين. في حين كان الزواج الثالث لها على البهلوان توم هارت في عام 1991، ولكنها أيضا تطلقت بعد عامين. في عام 1995 تبنت طفلاً، وأطلقت عليه أسم تشارلز تايلور جاكسون.
في مايو 2010 قدمت جاكسون دعوى قضائية ضد مستشارها المالي «ريتشارد فرانسيس»، مدعية أنه تسبب في خسارتها أكثر من 3 ملايين دولار وكان سبباً في دمارها المالي. لكن الطرفان توصلا في ديسمبر 2010، إلى تسوية لم يكشف عنها.

## أعمالها الفنية

### في السينما
| السنة | العنوان                | الدور            | الملاحظات |
| ----- | ---------------------- | ---------------- | --------- |
| 1971  | ليلة في الظلال الداكنة | ترايسي كولينز    |           |
| 1972  | ليمبو                  | ساندي لوتون      |           |
| 1977  | الرعد والبرق           | نانسي سو هونيكات |           |
| 1981  | الخدع القذرة           | بولي بيشوب       |           |
| 1982  | ممارسة الحب            | كلاير            |           |
| 1989  | الفتى العاشق           | ديان بوديك       |           |
| 1999  | خطأ في الحكم           | شيلي             |           |
| 2004  | السرقة (فيلم)          | الأم             |           |
| 2004  | لا ندم                 | سوزان كينيرلي    |           |

### في التلفزيون
| السنة     | العنوان                    | الدور                    | الملاحظات                                    |
| --------- | -------------------------- | ------------------------ | -------------------------------------------- |
| 1970–71   | الظلال الداكنة             | دافني هاريدج             | دور رئيسي                                    |
| 1971      | جيمي ستيوارت شو            | جانيس مورتون             | ضيفة حلقتي "أزمة الهوية" و"تصويت لهاوارد"    |
| 1972      | المسعفون الجدد             | الممرضة ميشيل جونسون     | فيلم تلفزيوني                                |
| 1972      | بونانزا                    | أيين                     | ضيفة حلقة "ذرة واحدة كثير جدا"               |
| 1972      | تحرك                       | كوري                     | فيلم تلفزيوني                                |
| 1972-1976 | المجندون الجدد             | جيل دانكو                | دور الرئيسي                                  |
| 1973      | مدرسة الشيطان للبنات       | روبرتا                   | فيلم تلفزيوني                                |
| 1974      | النحل القاتل               | فيكتوريا ويلز            | فيلم تلفزيوني                                |
| 1974      | موت كروز                   | ماري فرانسيس رادني       | فيلم تلفزيوني                                |
| 1975      | صرخة الموت                 | كارول                    | فيلم تلفزيوني                                |
| 1976      | الموت في بيت الحب          | دونا غريغوري             | فيلم تفزيوني                                 |
| 1976–79   | ملائكة تشارلي              | سابرينا دنكان            | دور رئيسي                                    |
| 1977      | جيمس في الـ15              | روبن                     | حلقة تجريبية                                 |
| 1977      | شاطئ متشردو سان بيدرو      | نفسها                    | ضيفة حلقة "الملائكة والمتشردون"              |
| 1979      | الشخص الأقوى               | ماريون كيربي             | فيلم تفزيوني                                 |
| 1981      | السجناء: قصة حب            | جين مونت                 | فيلم تفزيوني                                 |
| 1981      | الجليد الخفيف              | يندا ريفرز               | فيلم تفزيوني                                 |
| 1983      | أصغي إلى قلبك              | فراني غرين               | فيلم تفزيوني                                 |
| 1983–87   | الفزاعة والسيدة كينغ       | آماندا كينغ              | دور رئيسي                                    |
| 1988–89   | بيبي بووم                  | جي سي وايت               | دور رئيسي                                    |
| 1990      | الغريب فيما بيننا          | مير بلاكبيرن             | فيلم تلفزيوني                                |
| 1992      | أولاد الشفق                | آنسة دوتون               | حلقة تجريبية                                 |
| 1992      | القاتل الهاديء             | د. نورا هارت             | فيلم تفزيوني                                 |
| 1992      | هادم المباني               | لوسي (صوت)               | فيلم تفزيوني                                 |
| 1993      | بلا هدف                    | كاتي ناست                | فيلم تفزيوني                                 |
| 1993      | المهد الفارغ               | ريتا دونوهيو             | فيلم تفزيوني                                 |
| 1993      | آرلي هانكس                 | آرلي هانكس               | حلقة تجريبية                                 |
| 1994      | المسلح والأبرياء           | باستي هولاند             | فيلم تفزيوني                                 |
| 1994      | العدالة في بلدة صغيرة      | ساندرا كلايتون           | فيلم تفزيوني                                 |
| 1995      | صمت الزنا                  | د. راشيل ليندسي          | فيلم تفزيوني                                 |
| 1996      | برودة قلب القاتل           | جيسي آرنولد              | فيلم تفزيوني                                 |
| 1996      | خطف في الأسرة              | ديدي كوبر                | فيلم تفزيوني                                 |
| 1996      | رحلة في السماء!            | لوري آن بكت              | فيلم تفزيوني                                 |
| 1997      | ماذا حدث لبوبي أيرل؟       | روز أيرل                 | فيلم تفزيوني                                 |
| 1997      | آلي مكبيل                  | باربارا كوكر             | ضيفة حلقة "القبلة"                           |
| 1997      | سلاح الرجل الميت           | كاثرين موريسون           | ضيفة حلقة "أمر إعدام"                        |
| 1998      | الحلو الخداع               | كيت غالاغر               | فيلم تفزيوني                                 |
| 1999      | مرتين في العمر             | جولي سميث / ملدريد       | ضيفة حلقة "تعرض مزدوج"                       |
| 1999      | عودة باتمان (مسلسل كرتوني) | بومبشيل (صوت)            | ضيفة حلقة "ألعاب ذهنية"                      |
| 2000      | حساء دجاج للروح            | بروفيسور فولي            | ضيفة حلقة "عمل الصف"                         |
| 2000      | مدرسة الشيطان للبنات       | العميد                   | فيلم تفزيوني                                 |
| 2001      | شهادة أم                   | شارون كارلسون            | فيلم تفزيوني                                 |
| 2002      | مشروع زيتا                 | بومبشيل (صوت)            | ضيفة حلقة "هدية رو"                          |
| 2002      | الساحرة المراهقة سابرينا   | كاندي                    | ضيفة حلقة "أنها أعياد ميلاد ساخنة ساخنة جداً" |
| 2003      | الكلاب المعجزة             | تيري لوغان               | فيلم تفزيوني                                 |
| 2004      | المناوبة الثالثة           | جوان مارتن               | ضيفة حلقتين "في سهل عرض"، "برؤية واضحة"      |
| 2006      | فاميلي غاي                 | السيدة أماندا كينغ (صوت) | ضيفة حلقة "جذور عميقة"                       |
| 2006      | إدانة ابنة                 | مورين هانسين             | فيلم تفزيوني                                 |
| 2007      | عقول إجرامية               | السفيرة اليزابيث برينتس  | ضيفة حلقة "شريفة بين اللصوص"                 |

## وصلات خارجية
- كيت جاكسون على موقع IMDb (الإنجليزية)
- كيت جاكسون على موقع ميتاكريتيك (الإنجليزية)
- كيت جاكسون على موقع روتن توميتوز (الإنجليزية)
- كيت جاكسون على موقع ألو سيني (الفرنسية)
- كيت جاكسون على موقع ميوزك برينز (الإنجليزية)
- كيت جاكسون على موقع تيرنر كلاسيك موفيز (الإنجليزية)
- كيت جاكسون على موقع أول موفي (الإنجليزية)
- كيت جاكسون على موقع قاعدة بيانات الأفلام السويدية (السويدية)
- كيت جاكسون على موقع إن إن دي بي (الإنجليزية)
- كيت جاكسون على موقع قاعدة بيانات الفيلم (الإنجليزية)
- كيت جاكسون على موقع أول موفي
- كيت جاكسون على موقع ملائكة تشارلي